# Wolfgang Niesner
Wolfgang Niesner (* 18. Dezember 1925 in  Freudenthal, Tschechoslowakei; † 23. April 1994 in München) war ein deutscher Zeichner und Grafiker.

## Leben
Wolfgang Niesner studierte 1942–1944 an der Hochschule für angewandte Kunst in Wien und leistete dann Kriegsdienst. Nach sowjetischer Gefangenschaft und Heimatverlust ließ er sich 1946 in Niederbayern nieder und übersiedelte 1950 nach München, wo er als freischaffender Grafiker arbeitete und sich an  Ausstellungen beteiligte. 1953 reiste er mit seinem Freund Ernst Kößlinger mit dem Fahrrad durch Italien. Reisen, auf denen er Motive für seine Druckgrafiken sammelte führten ihn auch nach Frankreich, Irland und Kanada. 1970 zog Niesner in das Münchner Neubauviertel Neuperlach, das ihn zu zahlreichen kritischen Bildern über das Wohnen und Leben in modernen Retortenstädten inspirierte. Seit 1950 Mitglied im Verein für Original-Radierung war er von 1975 bis 1981 dessen 1. Vorsitzender. Er verstarb überraschend an den Folgen einer Operation.

## Werk
Wolfgang Niesner beobachtete ebenso intensiv seine Umgebung in Zeichnungen, wie er Bilder aus der Phantasie schuf. All dies diente ihm als Ausgangsmaterial für seine Druckgrafiken, für die er in seiner Zeit eher ungewöhnliche Techniken wie den Kupferstich und die Mezzotinto bevorzugte. Daneben entstanden Zeitsatiren im Scherenschnitt.
Umfangreiche Werkkomplexe befinden sich in der Staatlichen Graphischen Sammlung München und in der MEWO Kunsthalle in Memmingen.

„Erklärtermaßen bin ich also kein mit Pinsel und Farbe auf Leinwand, sondern mit dem dreikantigen Metallschaber, Polierstahl und Schwarz auf Kupfer arbeitender Maler, demnach also ein ‚Schwarzmaler‘.“

## Eigenständige Publikationen (Auswahl)
- Wolfgang Niesner (1925–1994). Druckgrafik, Zeichnungen, Scherenschnitte, hrsg. von Friederike Niesner, Ausstellungskatalog Verein für Originalradierung, München 1995
- Matthias Arnold, Wolfgang Niesner. Das druckgraphische Werk, Künstlermonographien Bd. 9, Memmingen: Edition Curt Visel 2002, ISBN 3-922406-98-X
- Wolfgang Niesner, Kopfstücke. Ich, Visagen, Grimassen, Grotesken, Fratzen, Schnuten, hrsg. von Joseph Kiermeier-Debre und Fritz Franz Vogel anlässlich Ausstellung der MEWO-Kunsthalle, Köln: Böhlau Verlag 2009, ISBN 978-3-412-20441-9
- Schnittiges. Scherenschnitte von Wolfgang Niesner, hrsg. von Friederike Niesner, München: Verlag August Dreesbach 2012, ISBN 978-3-944334-39-4